# Angraecum distichum
Angraecum distichum е вид растение от семейство Орхидеи (Orchidaceae). Видът е незастрашен от изчезване.

## Разпространение
Разпространен е в Ангола, Бурунди, Камерун, Централноафриканска република, Демократична република Конго, Република Конго, Кот д'Ивоар, Екваториална Гвинея, Габон, Гана, Гвинея, Гвинея-Бисау, Либерия, Нигерия, Руанда, Сенегал, Сиера Леоне и Уганда.